# فاضل برواری
فاضل برواری، (عربی: فاضل جلیل البرواری، کردی: فازڵ جه‌لیل به‌رواری)؛ (۱۹۶۶ – ۲۰ سپتامبر ۲۰۱۸) فرمانده نیروهای ویژه مبارزه با تروریسم موسوم به لشکر طلایی ارتش عراق بود.
او از فرماندهان کُرد بود که بین سالهای ۱۹۸۰ تا ۱۹۹۱ با پیشمرگه همکاری داشت.
پس از سقوط صدام حسین در سال ۲۰۰۳، او برای تأسیس یک سرویس عملیات ویژه عراقی تلاش کرد که این اقدام هسته اصلی تشکیل سرویس مبارزه با تروریسم بود.
برواری در جبهه‌های مختلف برای آزادسازی الانبار، صلاح‌الدین، کرکوک، نینوا و شماری از شهرهای شمالی عراق از دست داعش، مشارکت داشت.